# 1920 في اليونان
فيما يلي قوائم الأحداث التي وقعت خلال عام 1920 في اليونان.

## سياسة

### انتهاء فترة المنصب
- 4 نوفمبر – إلفثيريوس فينيزيلوس رئيس وزراء اليونان.

## مواليد

### يناير
- 1 يناير – تاتيانا جريتسي ميل كاتبة يونانية.

### أكتوبر
- 31 أكتوبر – ميلينا ميركوري

## وفيات

### أكتوبر
- 25 أكتوبر – ألكسندر الأول ملك اليونان (مواليد 1893) سياسي يوناني.